# Все королівське військо (роман)
«Все королівське військо» — (англ. All the King’s Men) — роман американського письменника Роберта Пенна Воррена, виданий 1946 року. Журнал «Тайм» вніс роман до числа 100 найкращих англомовних літературних творів. Номер 72 у Рейтингу 100 найкращих книг усіх часів журналу Ньюсвік.
Історія жорсткого політика, що часто не гидує ніякими засобами для досягнення власної мети. В основу книги лягла біографія губернатора Луїзіани Г'юї Лонга.
Роберт Пенн Воррен отримав Пулітцерівську преміїю 1947 року за цей твір.

## Назва
Згідно з популярною думкою, назва твору походить із вірша про персонажа з «Аліса в Задзеркаллі»:

 Humpty-Dumpty sat on a wall 

  Humpty-Dumpty had a great fall 
 
  And all the King's horses 

  And all the King's men 

  Could not put Humpty together again. 

 Шалам-Балам на мурі сидів. 

  Шалам-Балам на землю злетів. 

  Уся королівська кіннота і все лицарство зі свити 

  Не можуть Шалама, не можуть Балама 

  Знов на той мур підсадити!

У той же час О. Пумпянський, котрий здійснив дослідження безпосередньо у Новому Орлеані, вважав що Ворен у назві використав тему з гасла протипа Віллі Старка Г'юї Лонга — «Every man a king» (укр. Кожна людина король), що на його думку було більш логічним за походження від назви малопопулярного в Луїзіані англійського твору.

## Основні персонажі
Головний герой роману — політик Віллі Старк, що піднявся з середнього класу, природжений лідер, який щиро вірив, що може зробити світ кращим. Правда життя, що відкрилася перед ним, перетворює його на жорстокого політика. Його девіз:

## Все королівське військо
Події цього роману розгортаються в двадцяті-тридцяті роки минулого століття у США. Оповідь ведеться від імені Джека Бердена. Берден народився в заможній сім'ї на півдні країни, закінчив престижну школу, вивчав в університеті штату історію США, а згодом став правою рукою губернатора штату Віллі Старка.
З Віллі Старком Джек Берден знайомиться в 1922 році в Мейзон-сіті за дорученням головного редактора газети, щоб написати про нього статтю. Той народився у фермерській сім'ї, працював на землі, самостійно читав книги з юриспруденції, а потім склав необхідні іспити і отримав ліцензію адвоката. Проходить якийсь час, газета «Кронікл» друкує серію статей про корупцію в штаті, і ім'я Віллі Старка з'являється на її сторінках як захисника прав громадян.
Спочатку Старк працює на посту скарбника штату. Він бере участь у випуску облігацій для споруди школи в Мейзон-сіті, але виступає проти того, щоб віддати замовлення на її споруду Д.-Х. Муру, оскільки знає, що останній прагне використати для будівництва партію бракованої цегли, яка лежить у нього на складі.
Проте ніхто не бажає прислухатися до його слів, і замовлення віддають все-таки Д.-Х. Муру. Скарбником штату вибирають іншого, і всі забувають про цю історію. А через два роки в місто приходить біда…
Під час навчальної тривоги в цій школі хлоп'ята залізають на пожежні сходи, кладка не витримує, і споруда валиться. Троє дітей гинуть на місці, десяток покалічені. Для Віллі Старка це трагічна подія може стати трампліном у його політичній кар'єрі, але він не намагається на цьому спекулювати. Люди самі розуміють, що й до чого. Вони вірять у його чесність, у його щире бажання допомогти співгромадянам. В окрузі Мейзон він стає відомою особою. Всі газети столиці штату друкують його фотографії. Але сам він намагається триматися в тіні. Проте в один прекрасний день Віллі Старк раптом прокидається кандидатом в губернатори, не докладаючи до цього зусиль.
Річ у тому, що в його штаті існують дві основні політичні фракції. Одну очолює Джо Гарісон, а іншу — Макмерфі. Джо Гарісон — колишній губернатор, а Макмерфі — діючий, і балотується повторно. Комусь із команди Гарісона приходить думка висунути третього кандидата, який повинен відібрати у Макмерфі частину голосів. Для цього потрібна популярна людина, і вибір падає на Віллі.
Старку говорять, що він може стати губернатором і втягують у передвиборну гонку. Але одного разу перед своїм публічним виступом Віллі дізнається, що ним просто маніпулюють. Розібравшись, що до чого, він закликає виборців голосувати за Макмерфі, і той зрештою не без допомоги Старка знову стає губернатором.
Наступна зустріч Джека Бердена і Віллі Старка відбувається в 1930 р., коли Віллі вже на посту губернатора. Він пропонує Джеку працювати в його команді. Джек Берден погоджується, і з цієї миті Віллі Старк стає для нього Хазяїном. У команді Хазяїна працюють ще декілька цікавих осіб: Крихта Дафі, що допомагав раніше Джо Гарісону, секретарка Сейді Берк і водій-охоронець Ласун.
Ставши губернатором, Віллі Старк входить у смак, починає вести велику політичну гру. Він будує дороги, мости і лікарні, долаючи спротив істеблішменту штату і відбираючи у великих компаній доступ до державних коштів. Обожнюваний простими жителями штату, він розвиває свої ораторські здібності, зберігаючи образ «народного захисника», йде до мети нестримно і напористо, використовуючи навіть шантаж і корупцію. Наприклад, він допомагає уникнути кримінальної відповідальності ревізорові штату Байраму Б. Уайту. Але робить це не через симпатію до нього, а через те, що йому треба «втерти носа» Макмерфі.
Старк задумав побудувати в штаті зразкову клініку і робить все можливе, щоб здійснити свій задум, наживаючи при цьому особистих ворогів. Одного разу Старк із дружиною і командою приїжджає на ферму до батька, де репортери хочуть зробити декілька знімків губернатора для газет. Там він дізнається, що суддя Ірвін, що має в місті великий авторитет, підтримує Келагана, людину Макмерфі, що балотується в сенат, а не Мастерса, ставленика Старка.
Тієї ж ночі Віллі зі своїм водієм і Джеком Берденом виїжджає в Берденс-Лендінг, де живе суддя Ірвін, щоб поговорити з ним. Розмови у них не виходить, тому що суддя не хоче міняти свого рішення. Тоді Хазяїн дає Джеку завдання знайти в біографії судді якісь компрометуючі факти, щоб можна було на нього натиснути. Оскільки суддя мав бездоганну репутацію та вів зразковий спосіб життя, Джек висловив сумніви щодо можливості віднайти подібні факти, на що Старк зауважив:
Джек Берден починає серйозно копирсатися в минулому судді Ірвіна і дізнається, що колись, будучи прокурором штату і в скрутному становищі, намагаючись урятувати свій закладений будинок від продажу, Ірвін узяв хабар. Виявляє він і відповідні документи на підтвердження цього факту. Серед документів виявляється лист, з якого випливає, що злочин покривав його друг, сенатор Стентон, батько Адама і Ганни Стентон, друзів дитинства Джека.
Перш ніж віддати документи Хазяїну, Джек вирішує спочатку поговорити з суддею. Суддя Ірвін приймає цю звістку мужньо і відмовляється допомагати Старку. Ігнорує він і особисте прохання Джека. Але коли Джек Берден покидає його, суддя застрелюється. Після смерті судді Ірвіна Джек дізнається від своєї матері, що суддя його справжній батько.
Приблизно водночас починаються неприємності і у Віллі Старка. Люди Макмерфі, який так само, як і Старк, збирається балотуватися в сенат, починають кампанію проти губернатора, спрямовуючи удар проти його сина — Тома Старка, молодої зірки американського футболу. Під їхнім натиском батько однієї дівчини приходить до Віллі Старка і заявляє, що його дочка вагітна від Тома. Старк розуміє, що удар конкурентів скеровано проти нього, а син своєю поведінкою дає для цього привід. Батько намагається вирішити цю проблему по-своєму, і збирається відкупитися, але не встигає зробити це. На його голову падає нова біда.
Під час матчу Том отримує серйозну травму хребта. Постає питання про його життя і смерть. Адам Стентон, що став відомим хірургом і погодився стати директором медичного комплексу, який збирається побудувати Віллі Старк, оперує Тома Старка. Він вириває Тома з обіймів смерті, але йому не вдається врятувати його від паралічу.
Сейді Берк, зраджена секретарка і давня коханка Хазяїна, дізнається, що Анна Стентон, сестра лікаря Адама, подруга дитинства і юнацька любов Джека Бердена, є коханкою Віллі. Гнів імпульсивної і енергійної Сейді не знає меж, і вона через Крихітку Дафі, що таємно ненавидить Хазяїна, повідомляє по телефону Адаму Стентону, що губернатор Старк запропонував йому стати директором майбутньої клініки виключно через його сестру, що тепер він хоче зняти його з цього поста, тому що Адам зробив його сина калікою і тому що Віллі тепер хотів би звільнитися від Анни, порвати з нею.
Адам Стентон, що завжди ставився до Віллі Старка як до «вискочки», дивився на нього з висоти своєї ідеалістичної етичної позиції, вірить тому, що почув. Втративши над собою контроль, він ображає сестру і заявляє, що назавжди пориває з нею. Підстерігши Віллі Старка в Капітолії, він стріляє в нього і смертельно ранить, а Ласун, охоронець губернатора, вбиває Адама Стентона.
Після смерті Віллі Старка пост губернатора займає Крихітка Дафі. Він пропонує Джеку Бердену працювати у нього, але той відмовляється і навіть намагається налякати Дафі, розповідаючи йому, що знає історію з телефонним дзвінком Адаму і що він може надати їй гласності. Він і справді спочатку збирається помститися таким чином Дафі за смерть Старка, але, порозміркувавши, не наважується на цей крок.
Після похорону Хазяїна Джек Берден виїжджає в Берденс-Лендінг, де живе Анна Стентон. Джек поселяється в будинку судді Ірвіна, якого той заповів йому. До нього переїздить Анна Стентон, з якою він одружується, і колишній чоловік його матері, якого Джек довго вважав батьком. Але лікарі кажуть, що старий довго не протягне. Джек і Анна хочуть після його смерті покинути цей будинок і виїхати абикуди подалі від Берден-Лендінга. Анна Стентон віддає свій дім дитячому будинку, оскільки жити в ньому після смерті брата вона вже не може. Дружина Віллі Старка, мати Тома Старка, знаходить сенс життя у тому, що виховує хлопчика, свого внука, народженого поза шлюбом після смерті її сина.

## Екранізації
- Все королівське військо (1949, США). Фільм отримав три премії «Оскар» (брав участь в семи номінаціях). У 2001 році визнаний конгресом США «культурно значущим».
- Все королівське військо (1958, США) — телеверсія роману, режисер Сидні Люмет.
- Все королівське військо (1971, СРСР). Знятий на кіностудії «Беларусьфильм» трисерійний телевізійний фільм. Роль Віллі Старка виконав актор Георгій Жженов.
- Все королівське військо (2006, США) — рімейк фільму 1949 року.
- У 1981 році у «Г'юстон Ґранд Опера» за романом була поставлена опера «Віллі Старк».

## Переклади українською
Українською мовою роман вперше видано у 1986 році видавництвом «Дніпро». Переклад здійснив Володимир Митрофанов.
- Роберт Пенн Воррен. Все королівське військо. Переклад з англійської: Володимир Митрофанов; післямова: Д. Затонський. Київ: Дніпро, 1986. 536 стор.